# Justin Holiday
Justin Alaric Holiday (Mission Hills, 5 aprile 1989) è un cestista statunitense, professionista nella NBA e in Europa, attualmente  Free agent
.

## Biografia
È il fratello di Jrue e Aaron, a loro volta cestisti.

## Carriera
Dopo quattro stagioni nella Università di Washington ha esordito da professionista in Belgio nell'Okapi Aalstar, disputando 33 partite in Ligue Ethias e 12 in EuroChallenge.
Ha proseguito la carriera negli Idaho Stampede in D-League, e nell'aprile 2013 si è trasferito in NBA ai Philadelphia 76ers.
Il 25 gennaio 2025 viene annunciato il suo trasferimento alla Virtus Bologna per un periodo di prova. Il trasferimento è stato poi confermato ufficialmente fino il primo febbraio con un contratto valido fino alla fine della stagione 2024-2025.

## Statistiche
| † | Denota una stagione in cui ha vinto il titolo |

### NCAA
| Anno      | Squadra            | PG  | PT | MP   | TC%  | 3P%  | TL%  | RP  | AP  | PRP | SP  | PP   |
| --------- | ------------------ | --- | -- | ---- | ---- | ---- | ---- | --- | --- | --- | --- | ---- |
| 2007-2008 | Washington Huskies | 19  | 0  | 6,6  | 29,4 | 0,0  | 42,9 | 1,3 | 0,4 | 0,2 | 0,3 | 0,7  |
| 2008-2009 | Washington Huskies | 35  | 0  | 15,6 | 44,1 | 25,0 | 61,9 | 2,5 | 1,2 | 0,4 | 0,3 | 2,1  |
| 2009-2010 | Washington Huskies | 34  | 21 | 22,2 | 42,2 | 33,3 | 80,0 | 4,5 | 1,8 | 1,0 | 0,6 | 5,9  |
| 2010-2011 | Washington Huskies | 35  | 35 | 28,3 | 46,5 | 35,9 | 77,2 | 5,2 | 2,1 | 1,2 | 0,8 | 10,5 |
| Carriera  | Carriera           | 123 | 56 | 19,6 | 44,3 | 34,3 | 73,6 | 3,6 | 1,5 | 0,8 | 0,5 | 5,3  |

#### Massimi in carriera
- Massimo di punti: 23 vs California-Berkeley (16 gennaio 2011)[7]
- Massimo di rimbalzi: 12 (2 volte)
- Massimo di assist: 5 (5 volte)
- Massimo di palle rubate: 6 vs Virginia (22 novembre 2010)
- Massimo di stoppate: 3 (4 volte)
- Massimo di minuti giocati: 36 vs Oregon (5 febbraio 2011)

### NBA

#### Regular Season
| Anno       | Squadra            | PG  | PT  | MP   | TC%  | 3P%  | TL%  | RP  | AP  | PRP | SP  | PP   |
| ---------- | ------------------ | --- | --- | ---- | ---- | ---- | ---- | --- | --- | --- | --- | ---- |
| 2012-2013  | Philadelphia 76ers | 9   | 0   | 15,8 | 33,3 | 25,0 | 75,0 | 1,6 | 1,7 | 0,3 | 0,7 | 4,7  |
| 2014-2015† | G.S. Warriors      | 59  | 4   | 11,1 | 38,7 | 32,1 | 82,2 | 1,2 | 0,8 | 0,7 | 0,2 | 4,3  |
| 2015-2016  | Atlanta Hawks      | 26  | 1   | 10,1 | 32,9 | 22,2 | 50,0 | 1,0 | 0,4 | 0,5 | 0,2 | 2,4  |
| 2015-2016  | Chicago Bulls      | 27  | 4   | 18,9 | 41,3 | 43,3 | 81,5 | 2,3 | 1,7 | 0,7 | 0,6 | 6,5  |
| 2016-2017  | N.Y. Knicks        | 82  | 4   | 20,0 | 43,3 | 35,5 | 82,5 | 2,7 | 1,2 | 0,8 | 0,4 | 7,7  |
| 2017-2018  | Chicago Bulls      | 72  | 72  | 31,5 | 37,1 | 35,9 | 82,3 | 4,0 | 2,1 | 1,1 | 0,4 | 12,2 |
| 2018-2019  | Chicago Bulls      | 38  | 38  | 34,9 | 38,3 | 35,9 | 89,1 | 4,4 | 2,2 | 1,8 | 0,6 | 11,6 |
| 2018-2019  | Memphis Grizzlies  | 44  | 39  | 29,1 | 38,9 | 33,3 | 90,0 | 3,5 | 1,4 | 1,2 | 0,3 | 9,5  |
| 2019-2020  | Indiana Pacers     | 73  | 6   | 25,0 | 42,8 | 40,5 | 79,1 | 3,3 | 1,3 | 1,2 | 0,6 | 8,3  |
| 2020-2021  | Indiana Pacers     | 72  | 52  | 30,3 | 41,3 | 38,2 | 78,8 | 3,6 | 1,7 | 1,0 | 0,6 | 10,5 |
| 2021-2022  | Indiana Pacers     | 49  | 40  | 28,9 | 41,5 | 37,8 | 82,9 | 2,8 | 1,8 | 0,7 | 0,4 | 11,0 |
| 2021-2022  | Sacramento Kings   | 25  | 25  | 25,6 | 34,8 | 34,2 | 76,2 | 2,2 | 1,5 | 0,8 | 0,6 | 8,3  |
| 2022-2023  | Atlanta Hawks      | 28  | 0   | 14,7 | 38,4 | 34,5 | -    | 0,8 | 0,9 | 0,2 | 0,4 | 4,5  |
| 2022-2023  | Dallas Mavericks   | 18  | 2   | 16,4 | 36,7 | 28,6 | 62,5 | 1,8 | 0,9 | 0,8 | 0,5 | 4,4  |
| 2023-2024  | Denver Nuggets     | 58  | 9   | 14,9 | 45,4 | 40,4 | 75,0 | 1,2 | 1,2 | 0,6 | 0,2 | 4,0  |
| Carriera   | Carriera           | 680 | 296 | 23,1 | 40,0 | 36,5 | 81,7 | 2,7 | 1,4 | 0,9 | 0,4 | 8,0  |

#### Play-off
| Anno     | Squadra        | PG | PT | MP   | TC%  | 3P%  | TL%  | RP  | AP  | PRP | SP  | PP  |
| -------- | -------------- | -- | -- | ---- | ---- | ---- | ---- | --- | --- | --- | --- | --- |
| 2015†    | G.S. Warriors  | 5  | 0  | 2,2  | 50,0 | 100  | -    | 0,2 | 0,2 | 0,0 | 0,0 | 0,6 |
| 2020     | Indiana Pacers | 4  | 2  | 32,8 | 47,6 | 50,0 | 33,3 | 3,8 | 0,8 | 1,5 | 1,3 | 7,3 |
| 2024     | Denver Nuggets | 12 | 0  | 12,5 | 31,4 | 37,9 | 50,0 | 1,7 | 0,3 | 0,5 | 0,0 | 2,9 |
| Carriera | Carriera       | 21 | 2  | 13,9 | 37,9 | 43,5 | 42,9 | 1,7 | 0,4 | 0,6 | 0,2 | 3,2 |

#### Massimi in carriera
- Massimo di punti: 30 vs Dallas Mavericks (7 aprile 2019)[8]
- Massimo di rimbalzi: 13 vs Miami Heat (23 novembre 2018)
- Massimo di assist: 7 (2 volte)
- Massimo di palle rubate: 6 (2 volte)
- Massimo di stoppate: 5 vs Utah Jazz (20 gennaio 2020)
- Massimo di minuti giocati: 47 vs New York Knicks (5 novembre 2018)

## Palmarès
- Campionato NBA: 1

Golden State Warriors: 2015
- All-NBDL Third Team (2013)
- All-NBDL All-Defensive Second Team (2013)
- Migliore nella palle recuperate NBDL (2013)
- Campionati ungheresi: 1

Szolnoki Olaj: 2013-14
- Coppa d'Ungheria: 1

Szolnoki Olaj: 2014
- Coppa del Belgio: 1

Okapi Aalstar: 2011-12